# Libreville
Libreville je glavno mesto Gabona v Osrednji Afriki. Leži ob severni obali Gabonskega zaliva na zahodu države, nedaleč v notranjosti od Gvinejskega zaliva. Z okrog 573.000 prebivalci (po oceni leta 2001) je največje mesto v Gabonu.

## Zgodovina
Širše območje je sprva poseljevalo ljudstvo Mpongwe, v 19. stoletju pa je počasi prišlo pod oblast francoskih kolonialistov. Admiral Louis Bouët je dal na tem mestu zgraditi utrdbo za nastanitev osvobojenih sužnjev. Samo mesto so ustanovili v letih 1848–1849 za sužnje z brazilske ladje Elizia, ki jo je zajela francoska mornarica. S pomočjo misijonarjev so naredili načrt za širitev francoske kulture v tem delu sveta, Libreville (dobesedno »Svobodno naselje«), kot so ga poimenovali, naj bi služil za zgled - tu naj bi skromni in pohlevni delavci prevzeli krščanstvo ter se navzeli evropskega načina življenja. Načrte je prekrižala revolucija v Franciji, zaradi katere kolonizatorji niso dobili dovolj sredstev za uveljavljanje oblasti, zato se je večina priseljencev raje integrirala v skupnost domačinov. Tudi trgovina s sužnji se je nadaljevala. Zaradi nenačelnega odnosa do tega pojava je bil Libreville (za razliko od Monrovije) bolj pomemben kot izhodišče za uveljavljanje francoske oblasti v notranjosti celine.
Med 1934 in 1946 je bil Libreville glavno pristanišče Francoske ekvatorialne Afrike, ob osamosvojitvi leta 1960 pa je nato postal glavno mesto samostojne države Gabon.